# أولاد علي الواد (أولاد علي الواد)
أولاد علي الواد هو دُوَّار يقع بجماعة برادية، إقليم الفقيه بن صالح، جهة بني ملال خنيفرة في المملكة المغربية. ينتمي الدوّار لمشيخة أولاد علي الواد التي تضم دوار واحد. يقدر عدد سكانه بـ 8635 نسمة حسب الإحصاء الرسمي للسكان والسكنى لسنة 2004.

## روابط خارجية
- البوابة الوطنية للجماعات الترابية
- المندوبية السامية للتخطيط